# 高澤俊作
高澤 俊作（たかざわ しゅんさく、1978年〈昭和53年〉1月2日 - ）は日本のシンガーソングライター、作詞家、作曲家、編曲家、音楽プロデューサー、脚本家、小説家。
2003年、埼玉のFM局NACK5で放送されていたラジオのオーディション番組「MUSIC CHALLENGER」でグランプリを獲得。
2004年、USENで放送されていた「野村義男のフレッシュミュージシャン」で7回連続優秀賞を獲得。野村義男や五十嵐公太が参加するライブの出演権を得た。

## 経歴

### 生い立ち
千葉県富津市新井で、中島久雄・恵美子の長男として生まれる。千葉県富津市育ち。父親の久雄は、千葉県立木更津東高等学校定時制に在学中より郵便局員として働き、卒業後富士電機に転職したという経歴を持つ人物だった。母親の恵美子は家庭関係が複雑で、子供にはその事実を隠していた。
母親が持っていた大量のシングルレコード（ドーナツ盤）を聴きながら育ったことから、物心がつくまえから音楽に親しんだ。エジソンの伝記を読んだことがきっかけで電気に興味を持ち、電子工作に明け暮れた。
小学校時代は引き続き工作に熱中していたが、知り合いの電気屋から「おたくの息子さん好きそうだから」という理由で下取りのパソコンをもらい受けた。そこで初めてコンピューター音源に触れ、プログラミングをしたり、ゲームを作ったりして遊んだ。6年生のときに、はじめて作曲をした。タイトルは「ハマーチ」（浜名という名前の友人をモチーフにした曲）

### 中学 - 高校時代
富津市立富津中学校に入学し、そこで出会った友人にX（X JAPAN）を紹介され、異常な衝撃を受けた。HIDEに憧れ、親にねだってモッキンバード型のエレキギターを買ってもらった。クラスメイトと共にDestructionというバンドを結成し、Xのスコアを手に入れ、コピーをして遊んだ。しかしすぐに飽きてしまい、オリジナル曲を作曲した。メンバー全員で小遣いを出し合って、カセットテープ式の4トラックMTRを買った。作曲した数曲のオリジナル曲を集めてデモテープを作り、学校中に配った。
千葉県立千葉東高等学校に入学してからはメンバーがバラバラになってしまい、ヤマハのシーケンサーQY20を使って「1ヵ月に6曲」を目標に宅録を始めた。その頃、チャートに上がってきたMr.Childrenの音楽に感動し、自分も同じような曲を作りたいと願うようになった。それまで持っていたエレキギターをアコースティックギターに持ち替えることになったきっかけだった。

### 卒業後
アルバイトをしながら宅録の機材を充実させ、引き続き音源作成を続けた。そのなかの作品が評価され、作曲の依頼が来るようになり、アーティストへの楽曲提供、企業ビデオのBGM、店内音楽、イメージソングなどを手掛けた。一方で都内を中心に弾き語りライブを行い、近隣の木更津駅でストリート活動も行った。気胸で入院中の暇をきっかけに管弦楽法を学び、いくつかの管弦楽曲を作曲した。弦より管を多く使う傾向があり、音楽関係者からは「吹奏楽っぽい」といわれていた。2015年から小説を書き始め、そのつながりで脚本も手掛けることになった。

## 活動

### 富津市とのかかわり
富津市を心から愛し、富津市の活性化に取り組んでいる。地元富津市の野口製菓と共同で「富津んロール！」という名のロールケーキを発売。
【公式】富津市観光協会PV 富津の食編では「富津んロール！」が使用されている。
【公式】富津市観光協会PV 風景編」では「富津んボッサ」が使用されている。

### 株式会社一発屋
音楽プロダクションのつもりで設立したが、ちょっとしたことから富津市を題材にした富津接続殺人事件というテレビドラマを制作することになり、自身の曲を主題歌にして、自身の脚本で制作した。その後、いくつかの音楽をプロデュースしたが、2022年12月31日をもって解散した。

### 高澤俊作商店
一発屋の閉業にともない、それまで個人事業として営業していた高澤俊作商店に一切の業務を移管した。代表は中島真一。アーティスト、音楽家のマネージメント及びプロモート。CD、DVDその他の記録物の企画、制作、配信、出版及び販売、コンサートその他のイベントの企画、制作、運営、管理などを行っている。

### 色街乙女™
2019年より、色街乙女™という企画を立ち上げた。近未来の架空のアイドルという設定で、ストーリー性を持たせた楽曲展開が特徴。全曲ストア配信している。色街乙女™が生まれたきっかけは、2017年に新宿ゴールデン街のとある店で働いていた元キャバクラ嬢の女性店員から「アイドルグループ作りません？歌詞書くんで」といわれたことであった。できあがった歌詞は彼女の自伝で、それに曲をつけたが、2番がどうしても文字数が合わなかった。書き直しをお願いしたが、それっきりになってしまった。その曲を再利用し、架空のアイドルという設定を加え、歌詞を書き直して生まれたのがデビュー曲の「綴じ紐」であった。

## 人物

### 趣味・嗜好
趣味は居酒屋巡りと料理である。特に都内のさびれた居酒屋を好み、また店主と距離の近い会話を楽しめる場所を探し歩いている。いちばん得意な料理は四川風麻婆豆腐で、13回のレシピ改訂を行っている。竹岡式ラーメンにも造詣が深く、自作のものをイベント出店することもある。そのためのコンロや寸胴などはすべて自前で揃えている。尊敬するミュージシャンは、THE BEATLES。好きな作家は夏目漱石、島崎藤村、横溝正史。好きな食べ物は寿司とラーメン。

## 音楽

### アルバム
- Agree（2003年） - 廃盤
- Nothing is Real（2005年） - 廃盤
- 空蝉（2008年） - Apple MusicとiTunesのみで配信
- Many Winters（2019年）

### シングル
- 富津んロール！（2012年）
- ボツ曲（2022年）
- ボツ曲2（2022年）
- 綴じ紐（2020年 - 色街乙女™）
- オムライス（2021年 - 色街乙女™）
- SILVERSALT（2022年 - 色街乙女™）
- 春の嵐（2023年 - 色街乙女™)

## 小説
- 「十六夜」（2017年10月27日 - Kindle版）
- 「百円玉の冒険」（2017年10月20日 - Kindle版）
- 「立待月」（2020年4月5日 - Kindle版）

## 脚本
- 富津接続殺人事件（2022年10月 - 2022年12月、千葉テレビ放送）
- ARAKAWA UNDER 9（2023年公開予定）- SHIDAXカルチャーホール・ユーロライブ[8]
- 暁の神威 -光ノ在り処 - 第１章 ep1前編（2023年4月、YouTube）[9]

## テレビ出演
- 富津接続殺人事件（2022年10月 - 2022年12月、千葉テレビ放送）

## ラジオ番組
- 一発屋のパワープレイ（2021年8月 - 2022年2月、かずさエフエム）